# Racotis boarmiaria
Racotis boarmiaria är en fjärilsart som beskrevs av Achille Guenée 1858. Racotis boarmiaria ingår i släktet Racotis och familjen mätare. Inga underarter finns listade.